# Leptochilichthys
Leptochilichthys (Griechisch, leptos = dünn, cheilos = Lippe, ichthys = Fisch) ist eine Gattung von Tiefseefischen aus der Familie der Schwarzköpfe (Alepocephalidae). Sie enthält nur drei Arten, die selten und wenig erforscht sind.

## Merkmale
Die bis zu 31 Zentimeter lang werdenden Arten weisen einen sehr gestreckten und unbezahnten Oberkiefer (Maxillare) auf, Gaumen und Unterkiefer hingegen sind bezahnt. Die Kiemenreusen sind lang und zahlreich vorhanden, ein Schulterbeutelapparat fehlt. Der Kopf kann (bei Leptochilichthys agassizii) bis zu 40 % der Standardlänge ausmachen, die Zunge fehlt, ein Suprapräoperkulum ist vorhanden, ebenso ein einziges Supramaxillare.
Es gibt 47 bis 58 Wirbel und 13 Branchiostegalstrahlen. Die Rückenflosse ist 11- bis 21-strahlig, die Afterflosse 11- bis 18-strahlig, die Brustflossen 7- bis 16-strahlig und die Bauchflossen 6- bis 11-strahlig.

## Verbreitung und Lebensweise
Die Fische leben im östlichen Atlantik, im westlichen Indischen Ozean und im östlichen und westlichen Pazifik meist in der Tiefsee unterhalb von 1000 Metern. Sie sind selten. Eine Brutpflege findet nicht statt.

## Systematik
Die Gattung wurde 1899 von Samuel Garman erstbeschrieben und ursprünglich zu der Unterordnung Alepocephaloidei gezählt, Norman Bertram Marshall stellte sie 1966 in eine eigene Familie. Sazonov und Williams stellten sie 2001 wieder zurück, dem folgt Nelson, der sie 2006 als Teil der Schwarzköpfe (Alepocephalidae) führt, einer Familie der Alepocephaloidei.
Die Gattung enthält drei Arten:
- Leptochilichthys agassizii
- Leptochilichthys microlepis
- Leptochilichthys pinguis

## Nachweise
1. ↑  Sazonov, Y.I. & Markle, D.F.: Family Alepocephalidae. In: Carpenter, K.E. & Niem, V.H. (eds). The Living Marine Resources of the Western Central Pacific. FAO Species Identification Guide for Fisheries Purposes. Rome : FAO Vol. 3, S. 1888–1893, 1999
2. 1 2 3 4  Leptochilichthys auf Fishbase.org (englisch)
3. ↑  William A. Gosline: The morphology and systematic position of the Alepocephaloid fishes in: Bulletin of British Museum (Natural History) Zoology; v.18, no.6, 1969, S. 183–218
4. ↑  Sazonov, Y.I. & Williams, A.: A review of the alepocephalid fishes (Argentiniformes, Alepocephalidae) from the continental slope of Australia: Part I. In: Journal of Ichthyology 41(suppl. 1): 1-36, 2001
5. ↑  Joseph S. Nelson: Fishes of the World. John Wiley & Sons, 2006, ISBN  0-471-25031-7